# Val Colla (Tal)

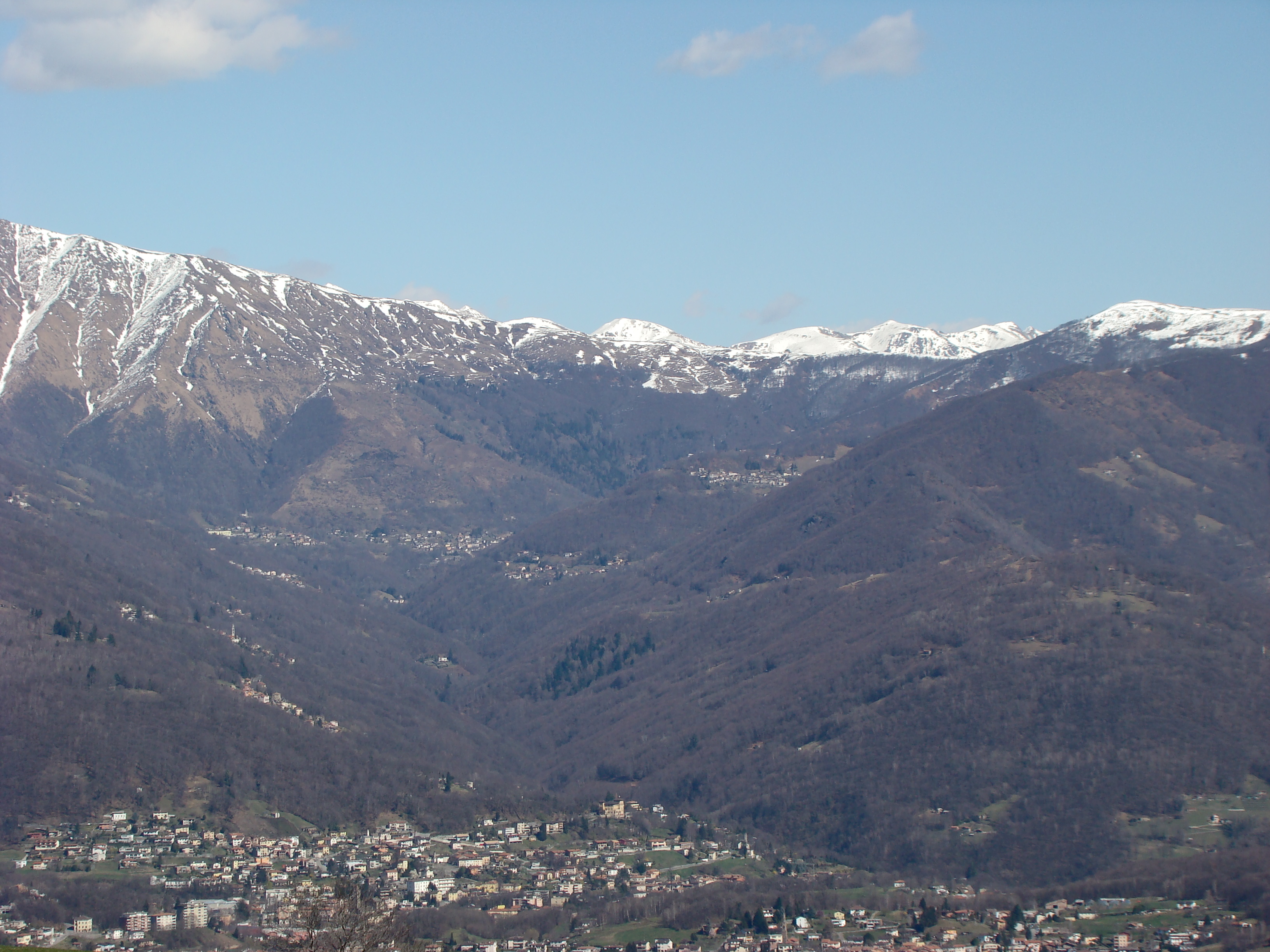
Das Val Colla

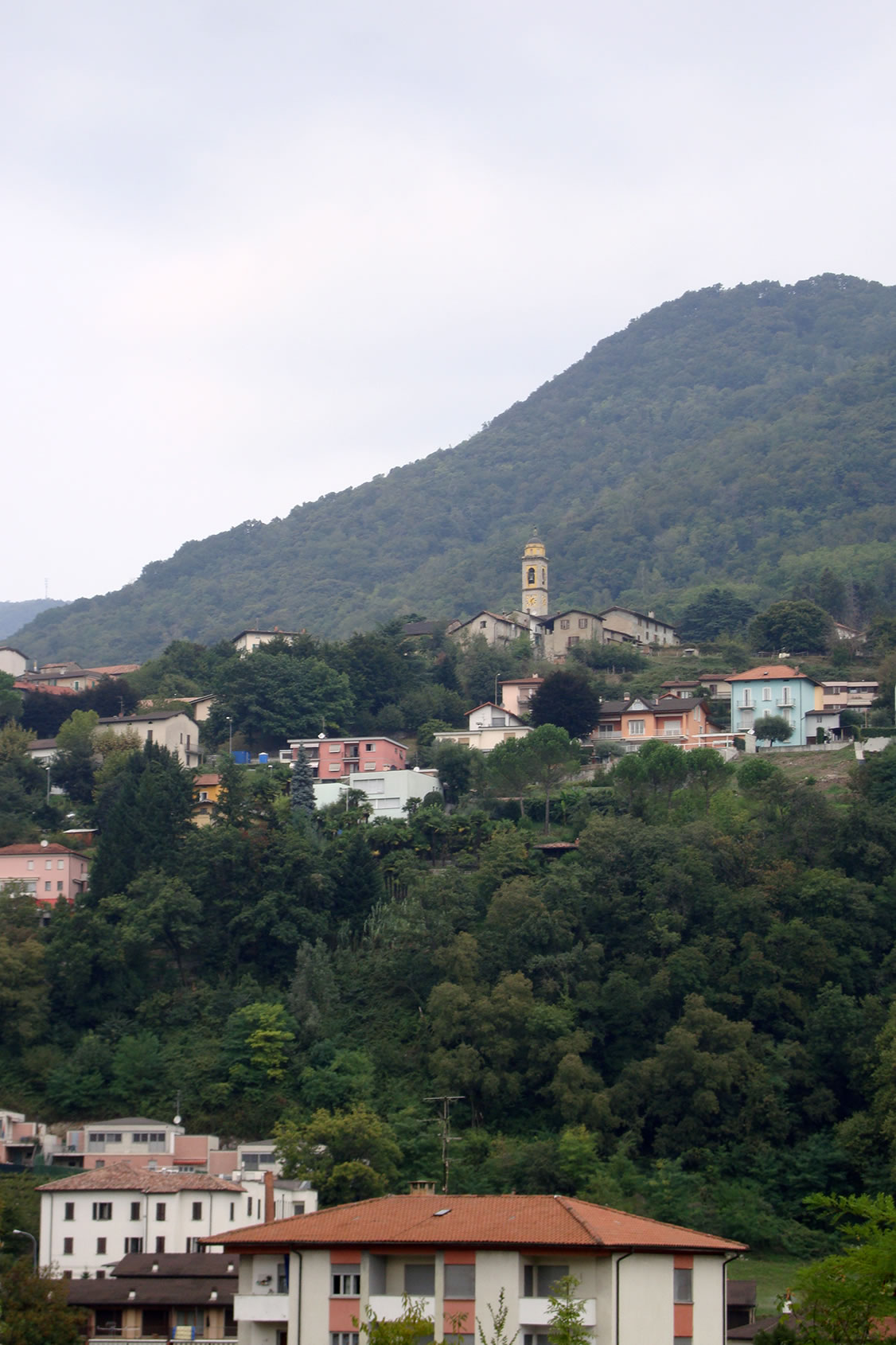
Colla TI: Dorf und Kirche

Das Val Colla ist ein Tal im Schweizer Kanton Tessin.

## Geographie
Das Val Colla umfasst das Quell- und obere Einzugsgebiet des Cassarate mit einer Fläche von 4300 Hektaren. Der Gipfel des Gazzirola ist mit 2116 Meter Höhe der höchste Punkt des Tals; an seinem Fuss entspringt der Cassarate. Am südlichen Kamm des Berges liegt der San Lucio-Pass (1541 m ü. M.), der vom Val Colla in das angrenzende Val Rezzo (Provinz Como) führt. Das Tal ist umgeben von den Gipfeln der Cima di Fojorina (1810 m ü. M.) und der Cima dell’Oress (1727 m ü. M.) im Süden sowie des Monte Bar (1816 m ü. M.) im Nordwesten.
Die Berghänge sind meist Weiden oder aber mit Birken, Kastanien und Hainbuche bestanden, besonders im unteren Teil des Tales. In den höheren Regionen dominieren Lärchen- und Tannenwälder am oberen Ende des Tales (von etwa 1000–1200 m ü. M.), letztere weitgehend das Ergebnis von Anpflanzungen.

## Bevölkerung
Im Val Colla liegen mehr als ein Dutzend verstreute Dörfer wie Colla, Certara, Bogno, Cimadera, Curtina, Cozzo, Piandera, Scareglia, Signôra. Das Tal zählt etwa 900 Einwohner. Arbeitnehmer pendeln vor allem nach Lugano. Im Tal wird noch ein wenig Landwirtschaft betrieben, im Übrigen ist der Tourismus zu einem Haupterwerbszweig geworden. Politisch gehört der grösste Teil des Val Colla seit dem 13. April 2013 zum Quartier Val Colla der Stadt Lugano.

## Sprache und Kultur
Im gesamten Tal wird überwiegend der lombardische Dialekt des Tessins gesprochen; Amtssprache ist Italienisch.
Die Spengler des Tals hatten einst ihre eigene Geheimsprache entwickelt, das Rügín (im nahegelegenen Val Cavargna sagt man Rungín), basierend auf dem lokalen Dialekt, aber mit kodierten Begriffen und damit für Aussenstehende völlig unverständlich (Beispiel: rebáiza «Polenta»). Die Spenglerei war in der Vergangenheit die Haupttätigkeit der Bewohner des Tals, wie auch diejenige des benachbarten Val Cavargna.

## Waldbrände 1973
Am Nachmittag des 4. Dezember 1973 brach aus ungeklärten Gründen ein Feuer nahe dem Dorf von Bogno entlang der Flanken des Bergs Gazzirola aus. In der Nacht vom 4. auf den 5. Dezember, begünstigt durch starken Wind, vereinigte sich dieses mit einem zweiten Feuer in der Nähe von Cozzo, das am Abend des Tages 4 begann. Daraufhin breitete sich das Feuer auf der rechten Flanke des Val Colla aus und wurde am 7. Dezember gelöscht. Es war einer der grössten Brände im Kanton Tessin mit einer verbrannten Fläche von circa 2000 ha Wald (fast ausschliesslich Nadelholz) und Weiden. Insgesamt wurden etwa 250 ha Anpflanzungen zerstört, das Ergebnis von achtzig Jahren forstwirtschaftlicher Arbeit.